# Therates phongsalyensis
Therates phongsalyensis (лат.) — вид жуков-скакунов рода Therates из семейства жужелицы (Carabidae). Назван по имени места обнаружения типовой серии (Phongsaly).

## Распространение
Лаос (Phongsaly).

## Описание
Длина от 6,5 до 7,5 мм. Тело с металлическим блеском. От близких видов отличается сочетанием окраски надкрылий и затемнённым коричневым краям лабрума. Голова блестящая чёрная. Мандибулы желтоватые, зубцы по краю буроватые. Верхняя губа длиннее своей ширины, желтоватая (буроватая по краям), с шестью вершинными зубцами и одним боковым зубцом. Губные и максиллярные щупики желтоватые. Наличник голый. Лоб гладкий. Переднеспинка блестящая чёрная, её длина равна ширине, более сужена спереди, чем сзади. Надкрылья блестящие чёрные с коричневато-жёлтыми отметинами. Брюшная сторона чёрная. Ноги коричневые, голени и лапки несколько затемнены дистально.